# Pitcairnia feliciana
Pitcairnia feliciana là một loài thực vật có hoa trong họ Bromeliaceae. Loài này được (A.Chev.) Harms & Mildbr. miêu tả khoa học đầu tiên năm 1938.